# Üzenet a kertből
Az Üzenet a kertből (Message from the Garden) az Eichinger Tibor vezette Eichinger Band jazzformáció egyetlen lemeze. 1999-ben jelent meg, a Fonó Records gondozásában, a Soros Alapítvány 200.000 forintos támogatásával.
Tíz kompozíció található az albumon. A számok műfaja inkább a jazz-rock felé tolódik. Található rajta ballada, afro-kuban, funky, a 70-es, 80-as évek jazz-rockjának legjobb időszakát idéző ritmusokra épülő szerzemény.

## Számlista
| Sorszám | Cím              | Hossz |
| ------- | ---------------- | ----- |
| 1       | ACID             | 6:22  |
| 2       | Selano           | 6:11  |
| 3       | Hotel Albert     | 5:01  |
| 4       | Félálom          | 1:40  |
| 5       | Üzenet a kertből | 8:08  |
| 6       | Red Bull         | 6:32  |
| 7       | Üveghangon       | 2:24  |
| 8       | 8,23             | 5:00  |
| 9       | Riói kaland      | 4:54  |
| 10      | Lekváros Funk    | 4:32  |